# Симеон-Хасан Муньос
Симеон-Хасан Муньос Сакскобургготски е първородният син на княгиня Калина Сакскобургготска (дъщерята на Симеон Сакскобургготски) и испанския мореплавател Антонио Муньос Валкарсел. И двамата му родители са католици. Симеон-Хасан е 11-ият внук на бившия цар (1943 – 1946) и бивш министър-председател на България (2001 – 2005) Симеон Сакскобургготски.

## Кратка биография
Симеон-Хасан е роден в град София на 14 март 2007 г. Наречен е на дядо си Симеон и в памет на покойния крал на Мароко Хасан II.
Първите години от живота си Симеон-Хасан прекарва в Царска Бистрица. За него се грижи майка му Княгина Калина с помощта на жена от Самоков. 
Понастоящем Симеон Хасан заедно с родителите си живее в Мароко, близо до град Рабат.

## Кръщене
На 23 април 2008 г. Симеон-Хасан е кръстен по каноните на Източноправославната църква в параклиса „Св. Иван Рилски“ на резиденцията Царска Бистрица. Кръщенето е извършено от игумена на Рилски манастир епископ Евлогий. Негови кръстници са принцеса Ирене Гръцка и кралят на Мароко Мохамед VI. Симеон Сакскобургготски замества крал Мохамед VI на церемонията. На събитието присъства също царица Маргарита, както и испанският и мароканският посланик в България – Н.Пр. Фернандо Ариас и Н.Пр. Ел Гайлани Длими. 

## Българско гражданство
На 1 февруари 2013 г. Княгиня Калина съобщава, че след среща с премиера Бойко Борисов е поискала българско гражданство за себе си и сина си Симеон Хасан. Получават го през същата година с указ на тогавашния президент